# CDPPB
CDPPB je lek koji se koristi u naučnim istraživanjima. On deluje kao pozitivni alosterni modulator koji je selektivan za metabotropni glutamatni receptor 5. On ima antipsihotičke efekte u životinjskim modelima. and mGluR5 Modulatori se istražuju kao potencijalni lekovi za tretman šizofrenije, i drugih bolesti.